# Delftia deserti
Delftia deserti es una especie de  bacteria gramnegativa del género Delftia. Fue descrita en el año 2015. Su etimología hace referencia a desierto. Es aerobia y móvil por uno o dos flagelos polares. Tiene un tamaño de 0,75 μm de ancho por 1,06 μm de largo. Temperatura de crecimiento entre 20-45 °C, óptima de 30 °C. Forma colonias de color marrón claro en agar TSA. Catalasa y oxidasa positivas. Tiene un contenido de G+C de 70,3%. Se ha aislado de un suelo desértico cercano al desierto de Taklamakán, en China.